# Јан ван Гојен
Јан ван Гојен (хол. Jan Josephsz. van Goyen; 13. јануар 1596, Лајден—27. април 1656, Хаг) био је холандски сликар пејзажа. Био је изузетно плодан сликар иза кога је остало 1200 слика и више од 1000 цртежа. Сликао је призоре из Холандије, попут река, језера, канала, и путева окружених шумом.